# 中国人民解放军海军勤务学院
中国人民解放军海军勤务学院，位于天津市滨海新区山东路1058号，隶属中国人民解放军海军。

## 沿革
- 1952年7月，在青岛创建中国人民解放军海军后勤业务学校[1]。
- 1952年10月6日，更名中国人民解放军海军后勤学校[1]。
- 1953年4月，迁至天津塘沽。
- 1958年4月，并入中国人民解放军海军高级专科学校，成为中国人民解放军海军高级专科学校第五系（后勤系）。1960年4月10日，根据全军院校调整方案，海军高级专科学校第五系（后勤系）第2期学员毕业后，该系调整到中国人民解放军总后勤部的武汉后勤学校，成为该校的海军系。
- 1978年12月，在塘沽、秦皇岛重新组建中国人民解放军海军后勤学校。
- 1980年11月，全校集中于塘沽。
- 1986年，升格中国人民解放军海军勤务学院。
- 1992年8月，撤销海军勤务学院。
- 1993年6月，恢复建制并更名中国人民解放军海军后勤学院。
- 2004年7月，军委总部命令，中国人民解放军海军后勤学院并入中国人民解放军海军工程大学，撤销中国人民解放军海军后勤学院番号，改为中国人民解放军海军工程大学天津校区，实行独立办学；级别由正师级降为副师级；任务由学历教育改为任职教育[2][3]。
- 2012年6月，经中央军委批准，在原海军工程大学天津校区的基础上升格组建中国人民解放军海军工程大学勤务学院，学院由副师级建制升格为正师级建制。2012年7月17日，海军工程大学勤务学院在天津市滨海新区塘沽揭牌成立[4]。
- 2017年，在深化国防和军队改革中，成立中国人民解放军海军勤务学院[5]。

## 历任领导
| 院长 - 刘仕香（1952年—1954年，海军后勤学校校长） - 张文进（1954年—1957年，海军后勤学校校长） - 王少迪（1957年—1960年，海军高级专科学校后勤系主任） …… - 吴宝森 海军少将（？—1990年9月，海军后勤学校校长、海军勤务学院院长） - 王运华 海军少将（1990年9月—1997年12月，海军勤务学院、海军后勤学院院长） - 彭干升 海军少将（1997年12月—2003年7月，海军后勤学院院长） - 戢觉佑 海军少将（2003年7月—2004年，海军后勤学院院长；2004年—？，海军工程大学天津校区院长） - 王文才 海军大校（？—2015年，海军工程大学天津校区、海军工程大学勤务学院院长） - 周向明 海军大校（2015年—，海军工程大学勤务学院院长） | 政治委员 - 袁超（1952年—1957年9月，海军后勤学校政治委员） …… - 陈叔韩（？—？，海军后勤学校政治委员） - 张广仁 海军少将（？—1990年6月，海军后勤学校、海军勤务学院政治委员） - 陈国柱 海军少将（1990年6月—？，海军勤务学院、海军后勤学院政治委员） - 董克让 海军少将（1999年7月—2003年12月，海军后勤学院政治委员） - 邢长生 海军少将（2003年12月—2004年，海军后勤学院政治委员；2004年—？，海军工程大学天津校区政治委员） - 李天文 海军大校（？—？，海军工程大学天津校区政治委员） - 李晓强 海军大校（？—2015年，海军工程大学天津校区、海军工程大学勤务学院政治委员） - 段广凯 海军大校（2015年—，海军工程大学勤务学院政治委员） |